# Robson Severino da Silva
Robson Severino da Silva, mais conhecido como Robson (Recife, 10 de Julho de 1983), é um futebolista brasileiro que atuava como zagueiro. Atualmente está sem clube.

## Carreira
Chegou ao futebol português na época 2006/2007. De 2007 a 2009 representou o Vitória de Setúbal, tendo-se transferido para o Club Sport Marítimo no início da época 2009/2010.

## Títulos
Vitória de Setúbal
- Taça da Liga: 2007–08[2]